# Приозёрное (Сакский район)
Приозёрное (до 1948 года населенный пункт совхоза имени Фрунзе, Богайлы, Багайлы; укр. Приозерне, крымскотат. Bağaylı, Багъайлы) — бывшее село в Сакском районе Автономной Республики Крым. Располагалось на юго-западе района, на северном берегу озера Богайлы, примерно в полукилометре западнее современного села Фрунзе.

## История
Впервые в доступных источниках встречается в указе Президиума Верховного Совета РСФСР от 18 мая 1948 года, согласно которому населенному пункту совхоза имени Фрунзе, он же Багайлы, или Богайлы Сакского района, присвоено название Приозёрное. Ликвидировано, согласно справочнику «Крымская область. Административно-территориальное деление на 1 января 1968 года», в период с 1954 по 1968 годы, как село ещё Ивановского сельсовета, при этом в «Справочнике административно-территориального деления Крымской области на 15 июня 1960 года» Приозёрное уже не значится.